# Mucky Foot Productions
Mucky Foot Productions Limited — британский разработчик видеоигр, существовавший с 1997 по 2003 год.

## История
Компания была основана в 1997 году в Гилдфорде, Великобритания, тремя бывшими разработчиками из Bullfrog: Майком Дискеттом, Фином МакГехи и Гаем Симмонсом. Они намеревались избежать расширения и корпоративной атмосферы, которая преобладала в Bullfrog. Другой бывший стойкий приверженец Bullfrog, Гэри Карр, вскоре стал четвертым директором.
В октябре 1997 года было объявлено о всемирном издательском соглашении с британским издателем Eidos. Это объявление также было использовано для анонса первой игры Mucky Foot — Urban Chaos. На этом этапе игра называлась Темным городом, ранее находившимся в разработке.
За свою жизнь Mucky Foot выпустили еще две игры: Startopia и Blade II. Несмотря на высокие первоначальные ожидания, компания закрыла свои двери в конце 2003 года. В результате закрытия компании были прекращены разработки еще шести игр, в то время как выпускалась лишь часть, например Bulletproof Monk, The Punisher и Urban Chaos 2.
После закрытия компании их официальный сайт оставался активным. Однако его содержимое при закрытии было заменено внутренним листом цитат разработчика.
В мае 2017 года Майк Дискетт из Mucky Foot опубликовал исходный код игры Urban Chaos под лицензией MIT на GitHub.

## Игры
| Дата выхода | Название         | Платформа                       |
| ----------- | ---------------- | ------------------------------- |
| 1999        | Urban Chaos      | Windows, PlayStation, Dreamcast |
| 2001        | Startopia        | Windows                         |
| 2002        | Blade II         | PlayStation 2, Xbox             |
| Отмененные  | Bulletproof Monk | PlayStation 2, Xbox, Windows    |
| Отмененные  | The Punisher     | PlayStation 2, Xbox, Windows    |
| Отмененные  | Urban Chaos 2    | PlayStation 2, Xbox, Windows    |
| Отмененные  | ER Tycoon        | Windows                         |
| Отмененные  | Skyships         | Неизвестно                      |
| Отмененные  | Barbarian        | Неизвестно                      |